# Stepán Kovnir
Stepán Demiánovich Kovnir (en ruso: Степан Демьянович Ковнир, en ucraniano: Степан Дем'янович Ковнір; Jrózdiv, 1695 - Kiev, 1786) fue un arquitecto ucraniano del siglo XVIII, maestro del barroco ucraniano. Como súbdito del monasterio de las Cuevas de Kiev, es autor de muchos edificios de su complejo arquitectónico.

## Historia
Kovnir nació en 1695 en el pueblo de Jrózdiv, que perteneció al monasterio Pustinno-Mikil de Kiev desde el siglo XVI, trabajando como cantero desde muy joven.
Hacia 1720 se trasladó a Kiev y se convirtió en súbdito de monasterio de las Cuevas de Kiev, aunque exento de todos los deberes monásticos. El monasterio sufrió un gran incendio en 1718 y después se iniciaron importantes obras de reconstrucción, en las que participó Kovnir. Al principio trabajó bajo la dirección de Gottfried Schädel, Vasili Neyélov y otros arquitectos profesionales y, con el tiempo, él mismo recibió el título de "maestro de la construcción en piedra".
El constructor donó casi 40 años de su trabajo al monasterio de las Cuevas, hasta que falleció en 1786.

## Obras
Se cree que las primeras obras de Kovnir fueron edificios con fines económicos: almacenes, despensas, una cerrajería, una encuadernación y una imprenta. Con la participación de Kovnir se construyeron los campanarios de las Cuevas Cercanas y Lejanas, la iglesia de Kitayev, el palacio Klov y otros monumentos destacados del barroco ucraniano. Una obra maestra sorprendente es el edificio de Kovnir en el territorio de las Cuevas Altas, un antiguo edificio de monasterio de servicios.
Sus principales obras fueron las siguientes:
- Kiev: 
  - Monasterio de las Cuevas: edificio de Kovnir (1721-73); campanarios de las cuevas Cercanas (1759-62) y Lejanas (1754-61); palacio de Klov (1754-61), junto con Vasili Neyélov; el iconostasio de la iglesia del Salvador en Berestove (1760, no conservado); encuadernación (casa nº 13) (1757-70); frontones de la catedral de la Dormición (1767-69).
  - Campanario del monasterio de la Hermandad de Kiev en Podil (1756, no conservado);
  - Iglesia de la Santísima Trinidad (1763-67).

- Vasílkiv: catedral de Antonio y Teodosio con campanario (1756-58).

## Galería

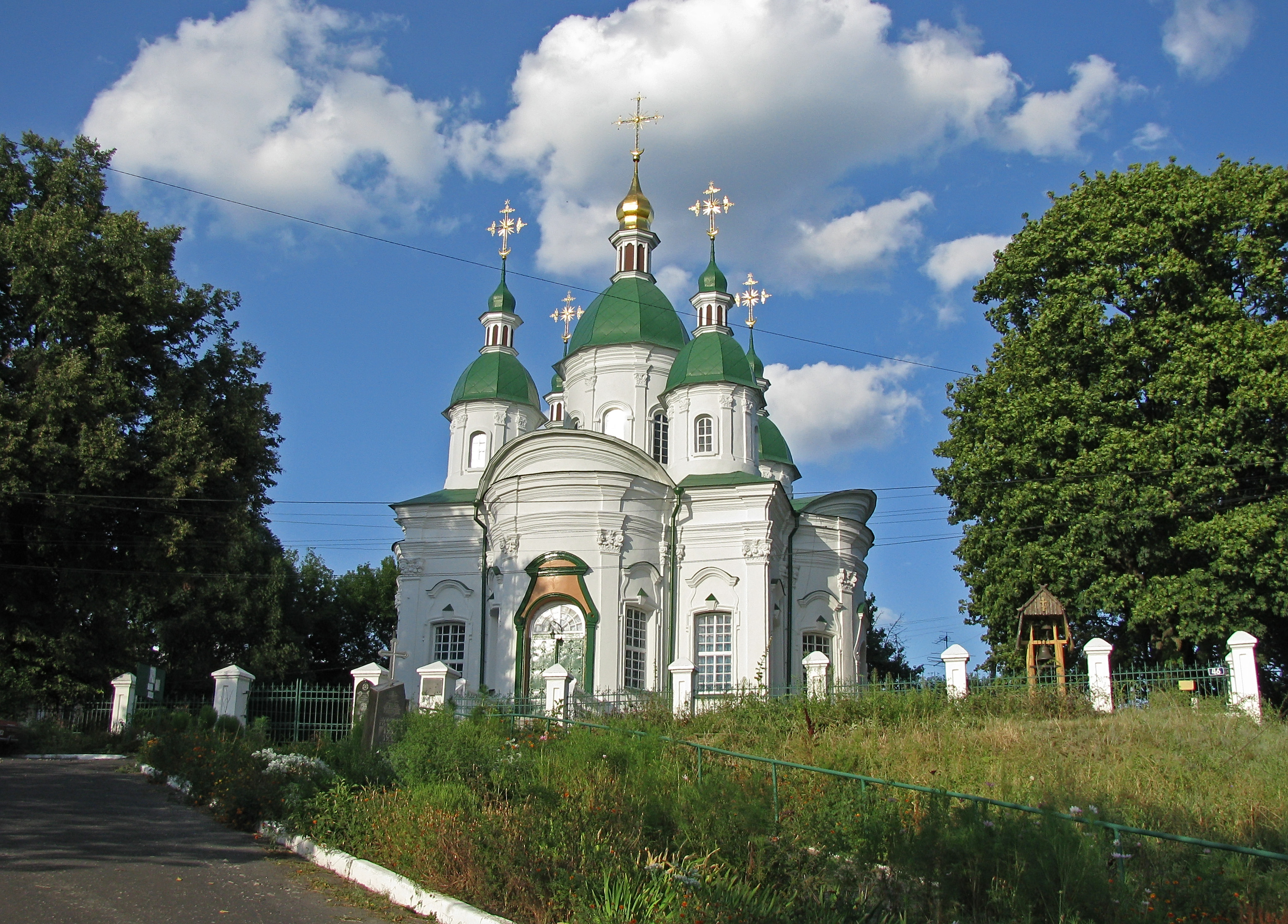
Catedral de Antonio y Teodosio de Vasílkiv
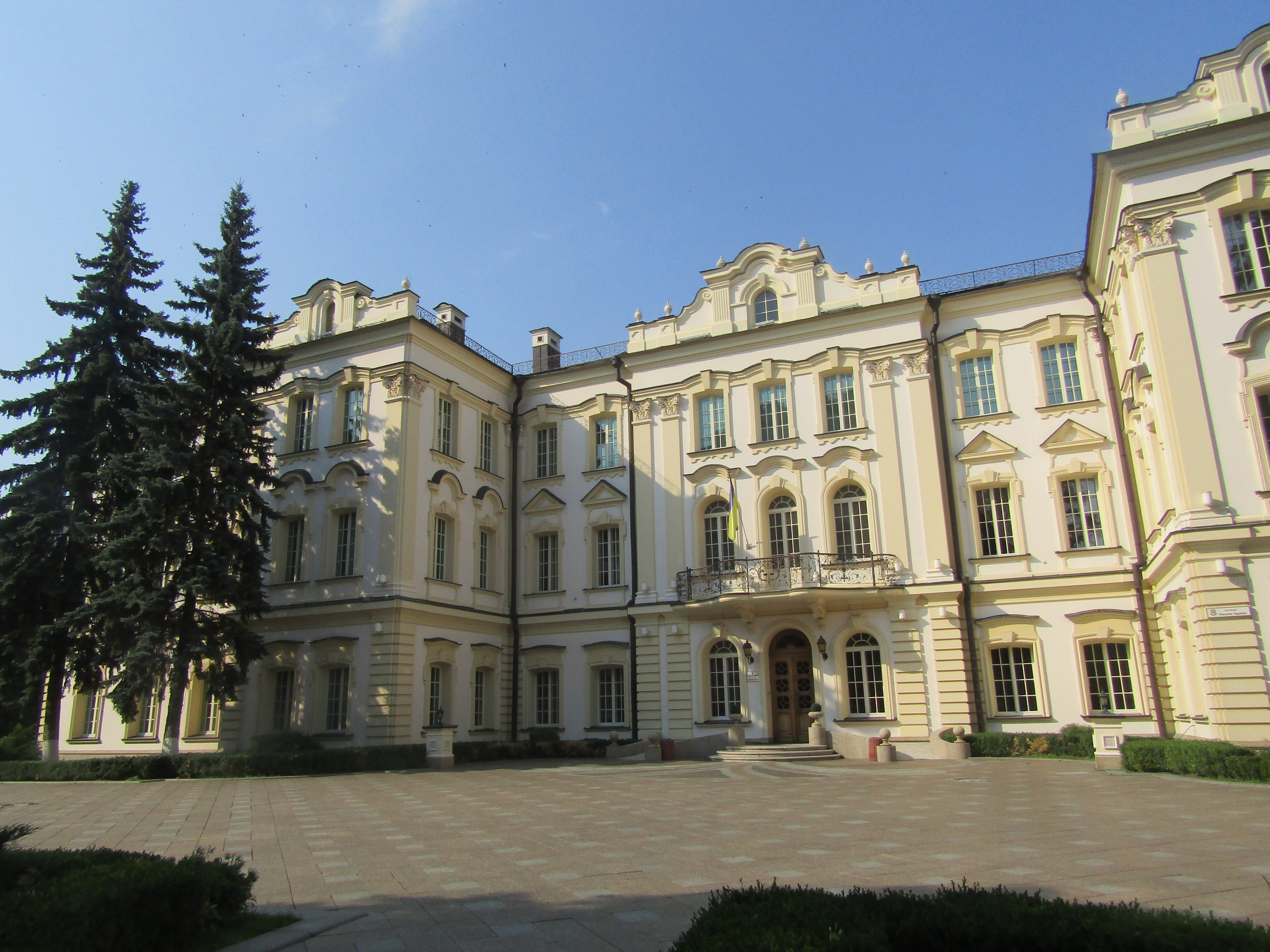
Palacio de Klov
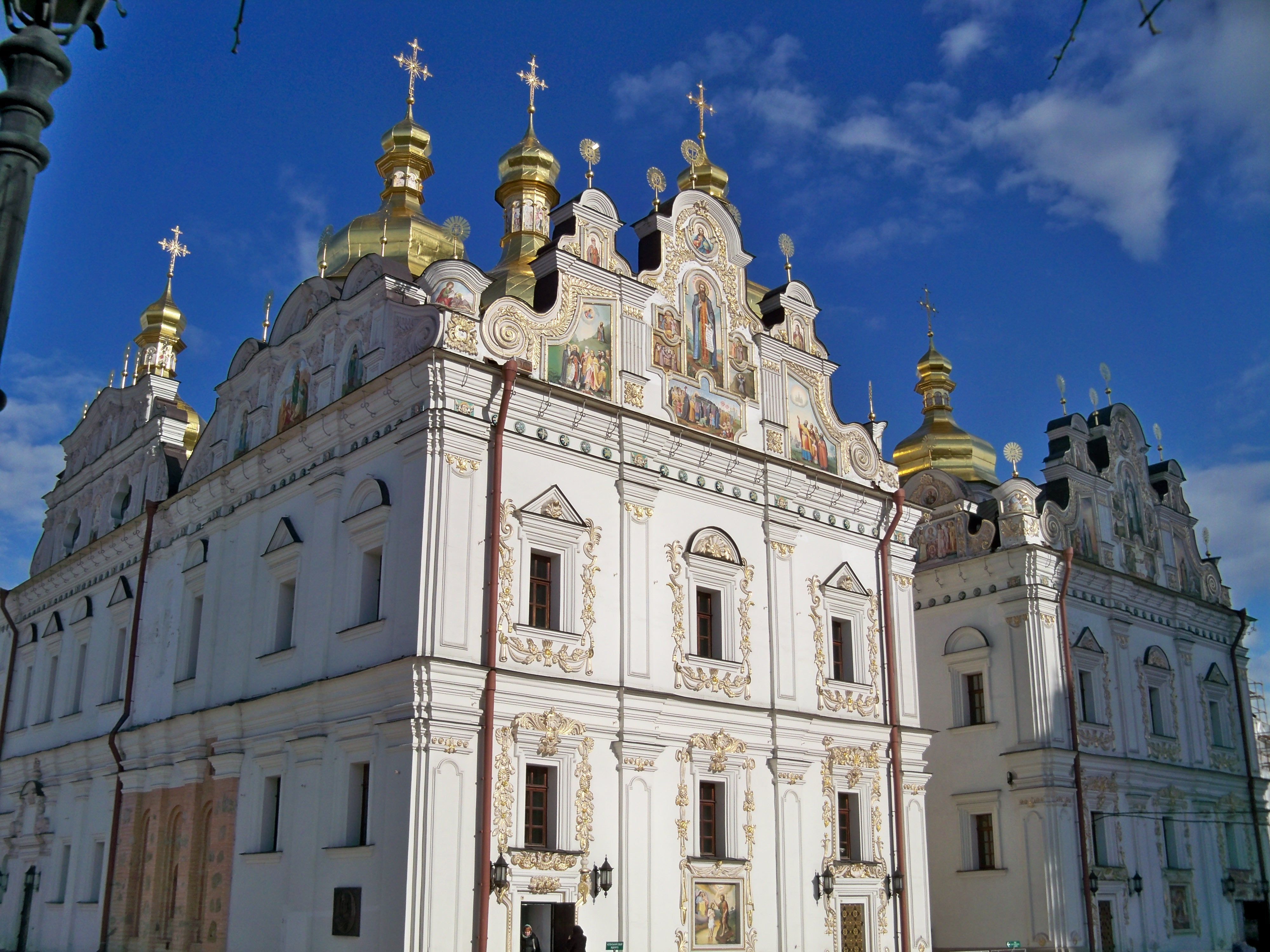
Frontones de la catedral de la Dormición